# Paracomotis
Paracomotis là một chi bướm đêm thuộc họ Tortricidae.

## Các loài
- Paracomotis smaragdophaea (Meyrick, 1932)